# Nada valgo sin tu amor
«Nada valgo sin tu amor» es una canción escrita e interpretada por el cantautor colombiano Juanes, publicada como el sencillo principal de su tercer álbum de estudio Mi sangre (2004). En la 6ª. anual de los premios Grammy, la canción ganó un premio como la mejor canción rock en 2005. Esta canción se convirtió rápidamente en éxito mundial. La canción habla sobre que el amor es esencial para las parejas y también para las familias y los amigos.

## Lista de canciones
1. «Nada valgo sin tu amor» - 3:16

## Posición en las listas
| Chart (2004)                                      | Posición más alta |
| ------------------------------------------------- | ----------------- |
| Argentina (Argentina Singles Chart)               | 1                 |
| Chile (Chile Singles Chart)                       | 1                 |
| Chile (Chile Top 20)                              | 1                 |
| Estados Unidos (Billboard Bubbling Under Hot 100) | 4                 |
| Estados Unidos (Billboard Hot Latin Tracks)       | 1                 |
| Estados Unidos (Billboard Latin Pop Airplay)      | 1                 |
| Estados Unidos (Billboard Latin Tropical Airplay) | 1                 |
| Colombia (Colombia Top 100)                       | 1                 |
| Colombia (Colombia Los 40)                        | 1                 |
| México (México Top 100)                           | 1                 |
| España                                            | 1                 |
| Uruguay                                           | 1                 |
| Perú (Top 100)                                    | 1                 |
| Brasil (Brasil Hot 100)                           | 1                 |

## Suesiones
| Predecesor: Son de amores de Andy & Lucas                | U.S. Billboard Hot Latin Tracks — Sencillo N.º 1 (Primera vuelta) 25 de septiembre de 2004 - 22 de octubre de 2004 | Sucesor: Me dediqué a perderte de Alejandro Fernández |
| Predecesor: Me dediqué a perderte de Alejandro Fernández | U.S. Billboard Hot Latin Tracks — Sencillo N°. 1 (Segunda vuelta) 30 de octubre de 2004 - 17 de diciembre de 2004  | Sucesor: Me dediqué a perderte de Alejandro Fernández |
| Predecesor: Dame otro tequila de Paulina Rubio           | U.S. Billboard Hot Latin Tracks — Sencillo N.º 1 (Tercera vuelta) 1 de enero de 2005 - 7 de enero de 2005          | Sucesor: Todo el año de Obie Bermúdez                 |

| Predecesor: Algo tienes de Paulina Rubio | U.S. Billboard Latin Pop Airplay — Sencillo N°. 1 (Primera vuelta) 4 de septiembre de 2004 - 1 de octubre de 2004 | Sucesor: Miedo de Pepe Aguilar              |
| Predecesor: Miedo de Pepe Aguilar        | U.S. Billboard Latin Pop Airplay — Sencillo N°. 1 (Segunda vuelta) 9 de octubre de 2004 - 24 de diciembre de 2004 | Sucesor: Dame otro tequila de Paulina Rubio |